# Grande Igreja

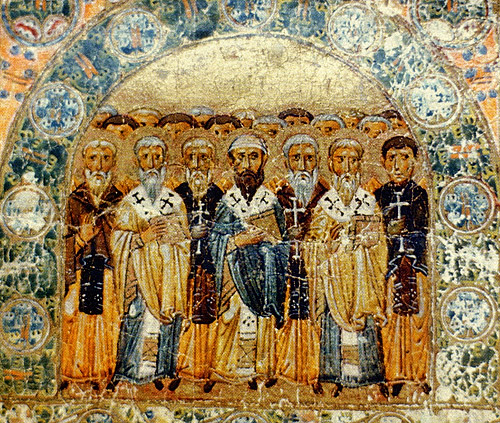
Os Padres da Igreja em uma representação do século XI de Kiev

O termo "Grande Igreja" (em latim: ecclesia magna) é um termo da historiografia do cristianismo primitivo que descreve seu rápido crescimento e desenvolvimento estrutural 180-313 d.C (por volta do período Ante-Niceno) e sua reivindicação de representar o cristianismo dentro do Império Romano. O termo está associado principalmente ao relato católico romano da história da teologia cristã, mas também é usado por historiadores não católicos.
A "época da Grande Igreja" é contada como começando no final do século II, quando, apesar da perseguição aos cristãos, a religião se estabeleceu numericamente e organizacionalmente, tornando-se a igreja estatal do Império Romano em 380. No entanto, a Igreja Ortodoxa Oriental se separou no Concílio de Calcedônia em 451, ambos devido a diferenças cristológicas.
Em contraste, no uso católico moderno, a "Grande Igreja" significa amplamente a unidade " una, santa, católica e apostólica" da Igreja Católica (Igreja Latina) - continuando em autoridade dos apóstolos até hoje - e todos os bispos que permaneceram em comunhão com o papa.
As sedes de Roma e Constantinopla (Igreja Ortodoxa Oriental), ambas aplicando a definição calcedônia, permaneceram em plena comunhão durante os sete primeiros concílios ecumênicos (325-787) e até ao Grande Cisma (1054).
Os grupos da Igreja do Leste, da Ortodoxia Oriental e da Igreja Ortodoxa Oriental que retornaram à plena comunhão com Roma, especialmente a partir do século XVI, passaram a ser denominados igrejas católicas orientais.

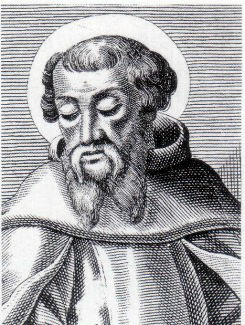
Irineu (século II c. 202)

Cunningham, e separadamente, Kugel e Greer afirmam que a declaração de Irineu no Contra X Heresias, capítulo X 1–2 (escrita 180 d.C) é a primeira referência registrada à "Grande Igreja" como a existência de uma igreja cristã mundial com um conjunto principal de crenças compartilhadas. Irineu declara:  
A Igreja, embora dispersa por todo o mundo, até os confins da terra, recebeu dos apóstolos e de seus discípulos esta fé:... Como já observei, a Igreja, tendo recebido essa pregação e essa fé, embora espalhados por todo o mundo, ainda, como se ocupando apenas uma casa, preserva-a cuidadosamente ... Pois as igrejas que foram plantadas na Alemanha não acreditam ou entregam algo diferente, nem as da Espanha, nem as da Gália, nem as do Oriente, nem as do Oriente, nem as do Egito, nem as da Líbia, que foram estabelecidas nas regiões centrais do mundo. Mas, como o filho, aquela criatura de Deus, é o mesmo em todo o mundo, também a pregação da verdade brilha em todos os lugares e ilumina todos os homens que estão dispostos a conhecer a verdade. 
Cunningham afirma que dois pontos na escrita de Irineu merecem atenção. Primeiro, que Irineu distinguiu a Igreja do singular das "igrejas" no plural e, mais importante, Irineu sustenta que somente na Igreja singular maior é que se encontra a verdade transmitida pelos apóstolos de Cristo.
No início do século III, a Grande Igreja a que Irineu e Celso se referira havia se espalhado por uma parte significativa do mundo, com a maioria de seus membros morando nas cidades (veja os primeiros centros do cristianismo). O crescimento foi menos do que uniforme em todo o mundo. A Crônica de Arbela afirmou que em 225 d.C, havia 20 bispos em toda a Pérsia, enquanto, aproximadamente ao mesmo tempo, as áreas vizinhas de Roma tinham mais de 60 bispos. Mas a Grande Igreja do século III não era monolítica, consistindo de uma rede de igrejas conectadas através de zonas culturais por linhas de comunicação que às vezes incluíam relacionamentos pessoais.
A Grande Igreja cresceu no século II e entrou no século III principalmente em dois impérios: o romano e o persa, com a rede de bispos geralmente agindo como o elemento coeso entre as zonas culturais. Em 313, o decreto de Milão encerrou a perseguição aos cristãos e, em 380, a Grande Igreja reuniu seguidores suficientes para se tornar a igreja estatal do Império Romano em virtude do decreto de Tessalônica.

## Fundamentos teológicos e separação

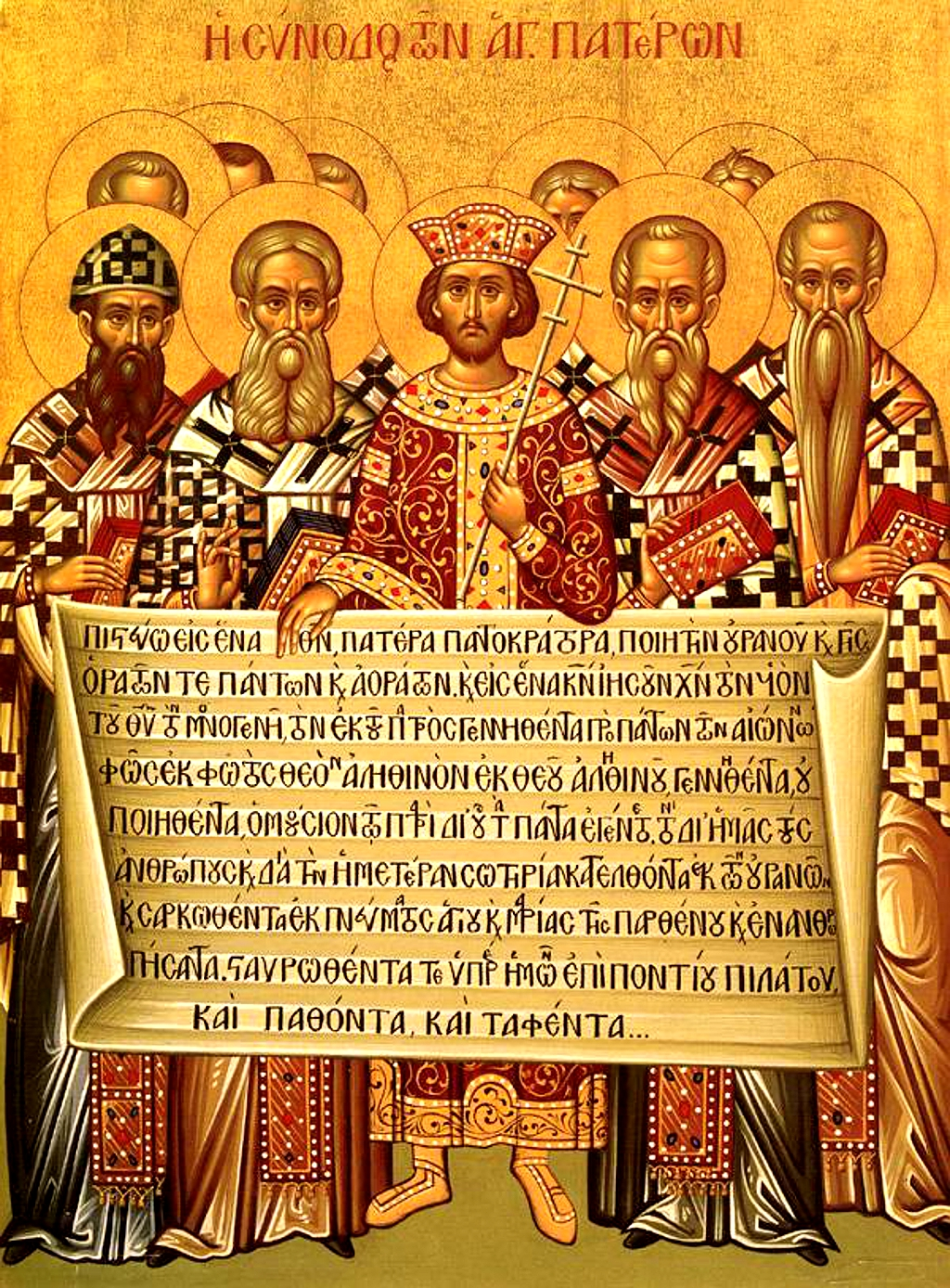
Imperador Constantino e bispos com o Credo de 381.